# Hung Up
„Hung Up” este un cântec al interpretei americane Madonna de pe cel de-al zecelea ei album de studio, Confessions on a Dance Floor (2005). În urma utilizării cântecului în diferite reclame și seriale, piesa compusă și produsă de Madonna în colaborare cu Stuart Price a fost lansată ca primul disc single extras de pe album la 17 octombrie 2005. „Hung Up” este inclus pe albumul greatest hits Celebration (2009) și a reprezentat prima piesă a Madonnei care a fost lansată spre descărcare digitală pe iTunes Store.
„Hung Up” conține un fragment din cântecul formației ABBA, „Gimme! Gimme! Gimme! (A Man After Midnight)”, pentru care Madonna a solicitat permisiunea textierilor Benny Andersson și Björn Ulvaeus. Din punct de vedere muzical, „Hung Up” conține influențe ale muzicii pop a anilor '80, iar un ceas ticăind este utilizat ca element de fundal, sugerând teama de a pierde timpul. Din punct de vedere al versurilor, este un cântec dance tradițional despre o femeie puternică și independentă ce are probleme în relații.
Cântecul a obținut laude din partea criticilor de specialitate, aceștia considerând că piesa îi va readuce popularitatea cântăreței care s-a diminuat în urma lansării albumului American Life (2003). Aceștia au mai opinat că este cea mai bună piesă dance a Madonnei, comparând-o în mod favorabil cu alte cântece din același gen muzical. Criticii au mai complimentat, de asemenea, efectul de sincronizare al fragmentului din cântecul trupei ABBA cu piesa cântăreței. „Hung Up” a obținut un succes comercial în toată lumea, ocupând prima poziție a clasamentelor din peste 41 de țări și câștigând astfel un loc în Cartea Recordurilor. În Statele Unite, piesa a devenit cel de-al 36-lea șlagăr de top 10 al Madonnei în Billboard Hot 100, egalând-o astfel cu Elvis Presley drept artist cu cele mai multe cântece în top 10. „Hung Up” a devenit, de asemenea, cel mai de succes cântec dance al deceniului în Statele Unite. Piesa este unul dintre cele mai bine vândute single-uri din istorie, având vânzări de peste nouă milioane de exemplare în toată lumea.
Videoclipul cântecului a adus un omagiu lui John Travolta, filmelor și dansurilor lui. Regizat de Johan Renck, videoclipul începe cu Madonna îmbrăcată într-un costum mulat roz, dansând singură într-un studio de balet, acesta finalizându-se într-o sală de jocuri unde solista dansează cu trupa. Scenele intercalate prezintă oameni care își arată abilitățile de dans în diferite locații, inclusiv într-un cartier rezidențial din Los Angeles, un mic restaurant și un metrou din Londra. Videoclipul prezintă, de asemenea, și câteva scene de parkour. Madonna a interpretat „Hung Up” în numeroase apariții live, precum și în turneul Confessions Tour din 2006, turneul Sticky & Sweet din 2008 și turneul MDNA din 2012.

## Informații generale

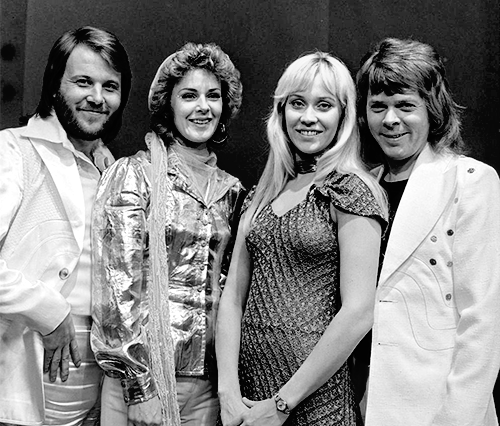
„Hung Up” a fost inspirat de ABBA și de fragmente din cântecul „Gimme! Gimme! Gimme! (A Man After Midnight)” din 1979.

În 2004, după lansarea celui de-al nouălea album de studio, American Life, Madonna a început să lucreze la două proiecte muzicale diferite: unul numit cu intenție Hello Suckers (ro.: Salut Fraierilor), și altul în colaborare cu Luc Besson, cel care a regizat în trecut videoclipul muzical pentru piesa „Love Profusion” ce prezintă o femeie pe patul de moarte, privind înapoi în viața ei. Madonna a colaborat cu Patrick Leonard, Mirwais Ahmadzaï și Stuart Price în a compune noi cântece, Price ocupându-se de crearea pieselor disco ce sunau ca „ABBA pe droguri”. Cu toate acestea, Madonna nu a fost mulțumită de cântecele lui Besson, hotărând să renunțe la ele. Când solista a început să compună Confessions on a Dance Floor, ea s-a decis să revizuiască „Hung Up” și să-l includă pe album.

„Hung Up” a fost unul din primele cântece scrise pentru album, alături de „Sorry” și „Future Lovers”. Piesa este inspirată de era disco a anilor '70, în special ABBA, Giorgio Moroder și filmul Febra de sâmbătă seara (1977). Madonna și-a imaginat o încrucișare a muzicii redate la Dancetaria, clubul de noapte din New York pe care l-a frecventat în trecut, și muzica formației ABBA. Cântecul lor din 1979, „Gimme! Gimme! Gimme! (A Man After Midnight)”, a format baza cântecului Madonnei. Textierii Benny Andersson și Björn Ulvaeus nu au mai permis nimănui să folosească fragmente din cântecele lor, cu excepția grupului de hip-hop Fugees care au folosit un fragment din „The Name of the Game” pentru cântecul lor, „Rumble in the Junle”. Pentru a folosi o secvență din cântecul „Gimme! Gimme! Gimme”, Madonna și-a trimis emisarul la Stockholm cu o scrisoare în care a cerut permisiunea de a folosi un fragment din cântecul lor, spunând, de asemenea, cât de mult iubește muzica trupei. Cântăreața a explicat pentru BBC că: „Ei nu lasă pe nimeni niciodată să folosească muzica lor. Mulțumesc Lui Dumnezeu că nu au spus nu. [...] Benny și Björn au stat un timp pe gânduri. Nu mi-au spus da imediat”. Cei doi au fost de acord ca Madonna să folosească o secvență din cântec în urma încheierii unui acord privind drepturile de autor, dându-le dreptul de a lua o parte semnificativă din vânzări și difuzări radio. Într-un interviu pentru The Daily Telegraph în octombrie 2005, Andersson a dezvăluit că „Gimme! Gimme! Gimme!” a fost esența piesei „Hung Up”, spunând în gluma că este cântecul lui preferat al Madonnei de până acum. El a mai spus că:
„Primim foarte multe solicitări de la oameni care vor să folosească piesele noastre dar noi, în mod normal, spunem «Nu». Aceasta a fost doar a doua oară când ne-am dat permisiunea. Am spus «Da» de data aceasta pentru că o admirăm foarte mult pe Madonna, întotdeauna am făcut-o”.
Cântecul a fost utilizat în septembrie 2005 în timpul unei reclame televizate pentru telefonul mobil Motorola ROKR, compatibil cu iTunes. Reclama o prezintă pe Madonna și alți artiști, blocați într-o cabină telefonică. Pe 17 octombrie 2005, piesa a avut premiera în timpul unui interviu radio de zece minute între Ryan Seacrest și Madonna. De asemenea, „Hung Up” a fost pus la dispoziție ca ton de apel principal de diferiți furnizori de servicii mobile. Cântecul a fost trimis către posturile de radio din Statele Unite pe 18 octombrie. „Hung Up” a fost adăugat și la episoadele serialelor CSI: Miami și CSI: NY pe 7 și, respectiv, 9 noiembrie 2005. În timp ce își promova albumul, Madonna a interpretat atât „Hung Up” cât și următorul single, „Sorry” la clubul de noapte Luke & Leroy în Greenwich Village, acolo unde a fost invitat și Junior Sanchez care a mixat cele două piese. În ceea ce privește decizia de a lansa cântecul pe iTunes, Madonna a spus: „Sunt o femeie de afaceri, industria muzicală s-a schimbat. Există multă competiție, piața este plină de noi lansări - și noi «astea și asta». Trebuie să-ți unești forțele cu alte branduri și companii. Ești un idiot dacă nu o faci”.

## Structura muzicală și versurile
Din punct de vedere muzical, „Hung Up” este un cântec dance-pop și disco. Potrivit The New York Times, linia melodică este susținută de aranjamentul muzical format din instrumente cu coardă și chitară acustică. Revista Billboard a descris piesa ca fiind spumoasă, nebunească și veselă. Familiaritatea dată de mostra folosită este schimbată de Stuart Price și Madonna prin adăugarea unui ritm pufăitor și a unui refren ce-l fac să pară un cântec independent de sursa sa. Potrivit Rolling Stone, pe lângă mostra ABBA, melodia incorporează și elemente din cântecele Madonnei, „Like a Prayer” și „Holiday”, precum și pasaje trecătoare din trupa S.O.S. și Tom Tom Club.
Potrivit Musicnotes.com, „Hung Up” are un beat dance și un tempo moderat de 120 de bătăi pe minut. Cântecul este compus în tonalitatea Re minor iar vocea Madonnei variază de la Sol3 la Si♭4. Cântecul folosește progresia de acorduri Re minor–Fa–Do–Re minor în versuri și Re minor–Fa–La minor–Re minor– Re minor–Fa–La minor–Re minor în refren. „Hung Up” folosește efectul unui ticăit de ceas pentru a simboliza frica pierderii timpului, sunet ce a fost incorporat de producătorul Stuart Price din remixul cântecului „What You Waiting For?” al lui Gwen Stefani. Potrivit Slant Magazine, piesa este o referire la cântecele anterioare ale Madonnei, încorporându-le și prezentând o schimbare arhetipală în timpul ante-refrenului.
Versurile piesei sunt scrise din perspectiva unei fete ce, cândva, nu avea nimic, tema centrându-se în jurul iubirii. About.com a comparat versurile cântecului și a unei alte piese de pe album, „I Love New York”, cu cele scrise pentru American Life. „Hung Up” este compus ca un cântec dance obișnuit, având rădăcinile în problemele unui relații. De asemenea, Madonna îmbrățișează ideea de femeie singură, independentă și puternică. Versurile „Time goes by so slowly for those who wait” (ro.: „Timpul trece atât de lent pentru cei care așteaptă”) și „Those who run seem to have all fun” (ro.: „Cei care fug par să aibă parte de toată distracția”) sunt preluate din colaborarea Madonnei cu Prince pentru cântecul din 1989, „Love Song”.

## Receptare

### Critică

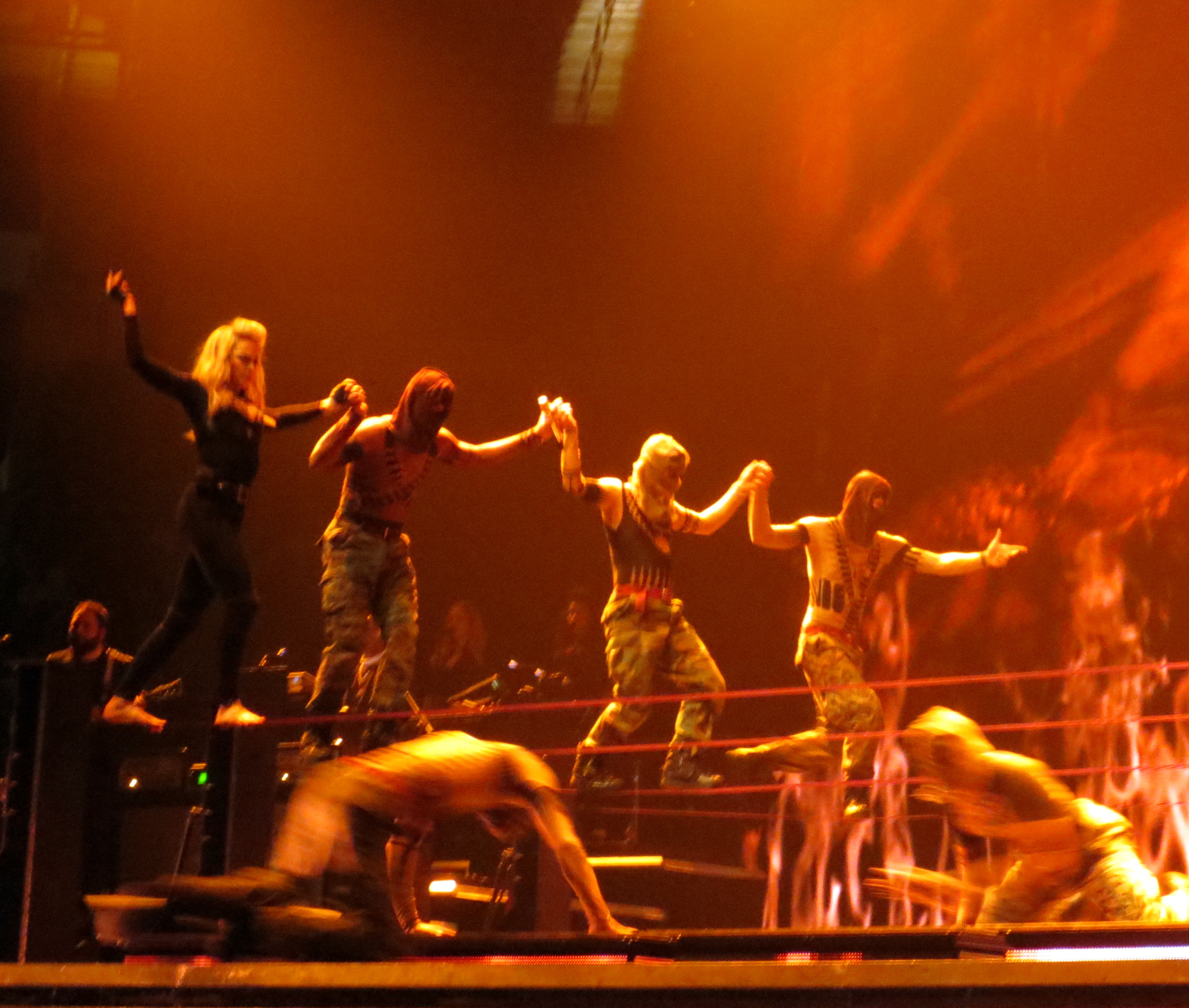
Madonna și dansatorii ei, realizând o sesiune de slacklining în timpul interpretării piesei „Hung Up” la turneul MDNA Tour (2012).

În timpul unei recenzii al albumului Confessions on a Dance Floor, Keith Caulfield de la revista Billboard a numit „Hung Up” „o bagatelă”. Chris Tucker de la aceeași publicație a explicat că „Madonna se întoarce cu un cântec care va restabili loialitatea printre fanii ei, fanii muzicii pop și programatorilor radio”. Jon Pareles de la The New York Times a spus că solista și-a păstrat simțul pop cu „Hung Up”, numindu-l un cântec de dragoste ce este atât vesel cât și trist. David Browne de la Entertainment Weekly a fost impresionat de cântec, spunând că „«Hung Up» demonstrează cât de ușor poate [Madonna] să intre în pielea ei de adolescent irascibil”. Sal Cinquemani de la Slant Magazine a comparat cântecul cu remixul piesei lui Gwen Stefani, „What You Waiting For?”. Ed Gonzalez de la aceeași publicație a numit piesa ca fiind cel mai mare șlagăr al ei din toată cariera. Margaret Moser de la The Austin Chronicle a spus că „Hung Up” și „Forbidden Love” sunt cele mai pulsante cântece de pe album în timp ce Peter Robinson de la The Guardian a comentat că piesa este „cel mai minunat single comercial al Madonnei de la mijlocul anilor '80 până acum”. Alexis Petridis de la aceeași publicație a opinat că „Hung Up” ar fi fost mai efeminat prin adăugarea pe fundal a unor vocalize inspirate de Liza Minnelli și a unor versuri despre Larry Grayson.
Ben Williams de la revista New York a considerat că piesa sună atât vibrantă cât și melancolică. Christian John Wikane de la PopMatters a opinat că „Hung Up” un cântec propulsiv. Alan Braidwood de la BBC a descris piesa ca fiind „dance, întunecată, disco, distractivă, masivă”, comparând-o cu single-urile anterioare ale Madonnei, „Vogue”, „Deeper and Deeper” și „Ray of Light”. Tom Bishop de la BBC a comentat că „Hung Up” poate i-a reînviorat cariera solistei sau „pur și simplu a azvârlit o ultimă petrecere dance pentru fanii ei loiali, înainte de a se domoli pentru a înregistra materiale mai liniștite”. Jason Shawhan de la About.com a considerat că piesa „conține prea mult Abba în ea pentru binele ei”. El a continuat că spună că „singurul motiv pentru care acest cântec a fost ales ca prim single a fost campania publicitară Motorola. Nu este deloc o melodie proastă, are energie și un sentiment de distracție, dar nu este nici măcar pe aproape de a fi unul dintre cele mai bune cântece înregistrate”. Bill Lamb de la același site a opinat că fragmentul de la ABBA a sunat complet fără efort în comparație cu cea mai bună muzică dance a Madonnei. El a explicat că „«Hung Up» este o scrisoare de dragoste către fanii Madonnei, acei copii ai clubului care pleacă în grabă către ringul de dans de fiecare dată când au beat-urile zdrobitoare ale unui clasic de-al Madonnei și către DJ-ii care nu se mai satură să învârtă discurile ei. «Hung Up» va extazia acei fani și va suna, de asemenea, bine la radio”. Thomas Inskeep de la Stylus Magazine a considerat că „Hung Up” și următorul single, „Sorry”, nu ar putea să fie la bune ca „Physical Attraction” și „Burning Up”, însă ambele sunt proiectate pentru „a transpira dansând toată noaptea”. Rob Harvilla de la The Village Voice a numit cântecul un exercițiu de jazz triumfător. Dave Queen de la Seattle Weekly a scris că "«Hung Up» [de asemenea] aduce, într-un mod amăgitor, minunata voce de rozătoare ce a făcut-o un star."

### Comercială

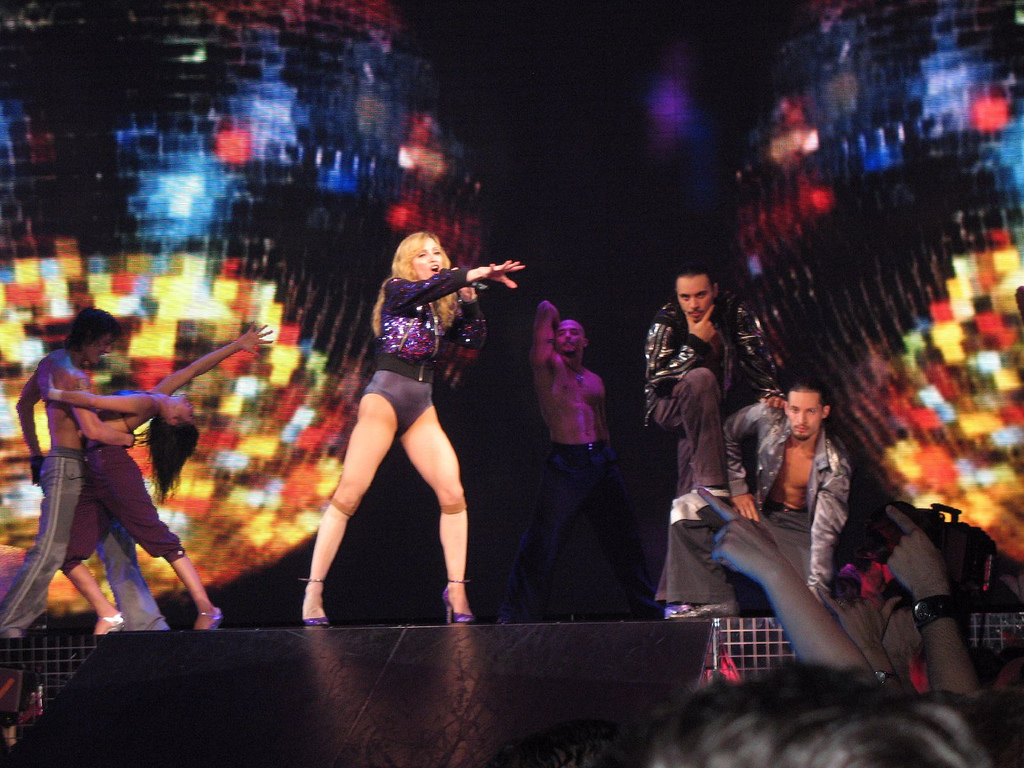
Madonna cântând primul vers al piesei „Hung Up” acompaniată de dansatorii ei în timpul turneului Confessions Tour.

„Hung Up” a obținut un succes comercial semnificativ în toată lumea, clasându-se pe prima poziție a topurilor din 41 de țări, câștigând un loc în Cartea Recordurilor. Cântecul este unul dintre cele mai bine vândute single-uri din toate timpurile, având vânzări de peste nouă milioane de exemplare în toată lumea. În Statele Unite, „Hung Up” a debutat pe locul 20 în Billboard Hot 100, devenind cel mai bun debut al unui cântec de-al Madonnei de la „Ray of Light”. În aceeași săptămână, piesa s-a clasat pe locul șase în Hot Digital Songs, iar în Pop 100 Airplay, a debutat pe locul 38. Pe 21 noiembrie 2005, „Hung Up” a ocupat poziția sa maximă în Hot 100, locul șapte, pe 5 noiembrie 2005. Piesa a devenit cea mai mare poziție a ei în clasamentul de la „Ray of Light” care s-a clasat pe locul cinci în 1998. În aceeași săptămână, cântecul a urcat către prima poziție a Hot Digital Songs. „Hung Up” a egalat-o pe Madonna cu Elvis Presley ca artist cu 36 de cântece de top 10, record doborât de cântăreață mai apoi în 2008 cu piesa „4 Minutes” care s-a clasat pe locul trei. „Hung Up” a debutat pe locurile 25 și, respectiv, 10 în clasamentele Hot Dance Club Play și Hot Dance Airplay, ajungând într-un final pe primul loc în ambele topuri. Piesa a devenit cel mai de succes cântec dance al anilor 2000 în Statele Unite, ocupând prima poziție a clasamentului de final de deceniu Dance/Club Play Songs. În 2008, „Hung Up” a primit o certificare cu disc de platină din partea Recording Industry Association of America (RIAA) pentru vânzarea a peste un milion de exemplare digitale. Până în decemebrie 2016, cântecul s-a vândut în peste 1.4 milioane de copii digitale în Statele Unite.
„Hung Up” a avut cea mai creștere radio a unui single în Canada, potrivit Nielsen Broadcast Data Systems. În cea de-a doua săptămână, cântecul a urcat către prima poziție a clasamentului Contemporary Hit Radio din Canada, clasându-se totodată pe locul cinci în topurile Adult Contemporary și Canadian Airplay. Paul Tuch a clarificat că „Hung Up” a reușit această performanță în doar 10 zile. Prin urmare, cântecul a ocupat prima poziție a clasamentului Canadian Singles Chart timp de 15 săptămâni neconsecutive, fiind certificat cu dublu disc de platină de către Music Canada pentru vânzarea a 160,000 de exemplare. În Australia, „Hung Up” a debutat în fruntea topului ARIA Singles Chart pe 20 noiembrie 2005, distrugând astfel egalitatea între Madonna și Kylie Mingoue ca artiste cu cele mai multe cântece care să ocupe prima poziție a clasamentului australian. Piesa a petrecut 23 de săptămâni în top 50. Cântecul a primit mai târziu o certificare cu disc de platină din partea Australian Recording Industry Association (ARIA) pentru vânzarea a 70,000 de exemplare. „Hung Up” a debutat pe locul 67 în clasamentul francez de single-uri, urcând către prima poziție în următoarea săptămână. Cântecul a ocupat poziția de top din timp de cinci săptămâni neconsecutive. Acesta a primit o certificare cu disc de aur din partea Syndicat National de l'Édition Phonographique (SNEP) pentru vânzarea a 150,000 de exemplare. „Hung Up” s-a clasat pe locul doi în Noua Zeelandă, nereușind să-l depășească pe Kanye West cu single-ul „Gold Digger”.
În Regatul Unit, cântecul a debutat pe locul unu la 13 noiembrie 2005, oferindu-i astfel Madonnei cel de-al 11-lea ei single care să ocupe prima poziție a clasamentului. În prima săptămână au fost vândute 105,619 de exemplare, „Hung Up” devenind astfel primul single de la „Axel F” care să vândă mai mult de 100,000 de exemplare într-o săptămână. Vânzările din prima săptămână au fost mai scăzute în comparație cu ultimul single de top al Madonnei, „Music” (2000), care a vândut 114,925 de copii în prima săptămână. Cu toate acestea, „Hung Up” a reușit să depășească vânzările single-ului anterior, „Love Profusion”, care a debutat în decembrie 2003 pe locul 11 cu 15,361 de exemplare vândute. În următoarea săptămână, piesa a avut scăderi de 43%, cu doar 59,969 de copii vândute, însă cântecul a urcat din nou pe prima poziție de vreme ce albumul Confessions on a Dance Floor a debutat pe prima poziție a topului UK Albums Chart. Piesa a petrecut trei săptămâni pe locul unu și un total de 40 săptămâni în clasamentul de single-uri. Potrivit Official Charts Company, până la sfârșitul anului 2005, „Hung Up” a devenit cel mai bine vândut single al Madonnei de la „Music”, având vânzări de 339,285 de exemplare. Cântecul a primit o certificare cu disc de platină din partea British Phonographic Industry (BPI) și s-au vândut 625,600 de copii în Regatul Unit până acum. În Irlanda, piesa a debutat pe locul doi la 10 noiembrie 2005, acesta fiind cel mai mare debut al săptămânii respective. În România, „Hung Up” a debutat pe locul 65, șapte săptămâni mai târziu ocupând prima poziție a clasamentului Romanian Top 100. Cântecul a ocupat, de asemenea, poziția de top a clasamentului European Hot 100 Singles, urcând de pe locul 73 către locul unu la 21 noiembrie 2005. Cântecul s-a clasat, de asemenea, pe primul loc în aproape toate țările europene, notabil Austria, Belgia (Flanders și Wallonia), Danemarca, Elveția, Finlanda, Germania, Italia, Țările de Jos, Norvegia, Spania și Suedia.

## Recunoașteri
„Hung Up” s-a clasat pe locul 76 în lista de final de deceniu „Top 100 cele mai bune cântece ale anilor 2000” realizată de Rolling Stone, numind piesa „Unul din cele mai captivante șlagăre [ale Madonnei] — și mulțumită acelor versuri zdrobitoare, unul dintre cele mai personale cântece”. Revista NME a considerat „Hung Up” ca fiind a 39-a cea mai bună piesă a anului 2005. Redactorii de la Slant Magazine au clasat cântecul pe locul 36 în topul celor mai bune single-urilor, spunând că „«Hung Up» folosește un ceas ticăind pentru a reprezenta teama de a pierde timpul, însă Madonna nu cântă despre îmbătrânire sau despre salvarea lumii—ea vorbește despre dragoste. Au trecut ani de când Madge a sunat atât de monotonă. Cu vocea ei ascendentă, molipsitorul fragment arpegiat din «Gimme Gimme Gimme (A Man After Midnight» și schimbarea de tonalitate din refren, piesa decide să puncteze către trecut și demonstrează că, în cei 20 de ani de carieră, Madonna este încă singura regină dansatoare”. Cântecul a fost lisat, de asemenea, ca al 26-lea cel mai bun single din 2005 de către Pitchfork Media. Stylus Magazine a clasat „Hung Up” în topul celor mai bune single-uri din 2005 pe locul 11. În 2016, „Hung Up” a fost numit prin intermediul unui sondaj de opinie online realizat de Digital Spy „Cel mai mare cântec pop al secolului XXI”.

## Videoclipul

### Informații generale

Madonna purtând un costum mulat roz în videoclipul retro al piesei „Hung Up”, un omagiu pentru John Travolta.

Videoclipul original pentru „Hung Up” ar fi trebuit să fie regizat de David LaChepelle iar acesta ar fi avut un stil de „documentar”, asemănător cu filmul din 2005, Rize. LaChapelle și Madonna nu au avut aceleași idei, rezultând astfel ca rolul de regizor să îi fie alocat lui Johan Renck, cel cu care solista a lucrat anterior la videoclipul cântecului „Nothing Really Matters”. Potrivit unui interviu pentru MTV, Renck regiza o reclamă pentru H&M împreună cu Kate Moss atunci când a primit apelul de la Madonna care își dorea cu disperare să lucreze cu el. În următoarea zi, acesta a sosit la Los Angeles pentru a se întâlni cu stiliștii și coregrafii angajați de Madonna pentru a-i spune ideile ei cu privire la videoclip. Regizorul a explicat că „mi-a plăcut că nu am avut timp să gândim mai mult și să fim mai isteți. Îmi place să fiu în primejdie și să nu știu ce facem și ce de ce. Doar rezolv-o, asta e șmecheria, știi?”.
Madonna a dezvăluit faptul că videoclipul este un omagiu către John Travolta și, în general, pentru dans. Coregrafia cântăreței, inspirată de filmele lui Travolta: Febra de sâmbătă seara (1977), Grease (1978) și Perfect (1985), a durat trei ore pentru a putea fi înregistrată. Solista își rupsese opt oase în timpului unui exercițiu de călărie cu doar câteva săptămâni în urmă, întâmpinând astfel dificultăți în execuția pașilor elaborați de coregraful Jamie King. Renck a spus că:

„A fost foarte curajoasă, [...] Doar ce căzuse de pe un cal! [Madonna a spus că] «Dacă ești un adevărat coregraf de dans, mi-ai putea spune să nu ridic brațul stâng mai sus decât atât» — și a fost o diferență de cam, 20 de centimetri? [...] Dar atunci când a spus că «doare ca naiba», ea lua o pauză și se așeza jos timp de două minute. [Madonna a mai spus] «Am coaste rupte, amintește-ți!». Nu-mi pot imagina un așa dans. Vorbim despre priorități”.

Madonna și-a dorit să folosească câțiva dansatori și pentru turneul ei, cum ar fi Daniel „Cloud” Campos, Missy Prissy de la trupa LaChapelle's Rize și traceurul Sébastien Foucan, un practicant al parkourului. Renck a spus că „Nu e vorba de muzică, ci de expresia corporală [...] Am vrut să arătăm întregul spectru, fie că e vorba de dans de stradă, breakdancing, jazz sau disco. De vreme ce aceștia nu puteau filma în întreaga lume, Madonna și-a dorit ca videoclipul să aibă un „sentiment omniprezent”. Renck a sugerat să folosească un casetofon, folosit pentru a uni oamenii, de vreme ce dansul de stradă a început cu cântece redate pe casetofon. Deși unele cadre par a fi filmate în orașe precum Londra, Paris, New York, Los Angeles, Shangai sau Tokyo, scenele actuale sunt filmate doar în Los Angeles și Londra. O suburbie londoneză a fost făcută să pară pariziană, acolo unde se desfășoară scenele de parkour, totodată un restaurant din Chinatown fiind utilizat pentru secvența din Shangai. Scenele cu dansatori au fost filmate la începutul lunii octombrie 2005 într-o zi și jumătate dintr-un total de șase zile alocate.

### Lansare și rezumat
Madonna a fost, de asemenea, înrolată pentru a lua parte la procesul de editare a videoclipului, fiind acreditată ca supraveghetor al editării realizate de Renck. Solista și-a dorit ca videoclipul să semene cu un documentar, permițându-i astfel să fie mai realist. În ceea ce privește realizarea acestuia, Renck a spus că a fost mult de muncă la tăieri, „E ca și cum ai forma o mică familie care a înflorit și a prosperat timp de o lună, și apoi o tai ca pe un copac [...] Ai un sentiment de dorință și dor, ca și cum «Putem să o mai facem o dată? Te rog?».
Videoclipul începe cu Madonna, sosind într-un studio de balet împreună cu casetofonul. Aceasta îl pornește pe măsură ce sunetul de ceas ticăind al cântecului începe. Purtând un costum mulat roz, cântăreața începe să danseze pe muzică în timp ce face exerciții de încălzire. Scena este intercalată cu o secvență în care grup de oameni de pe stradă încep să danseze pe muzica redată de un casetofon similar. Alte scene prezintă diferite aspecte ale disciplinei fizice parkour, oameni urcând pe clădiri sau sărind de pe scări. În timpul celui de-al doilea vers, Madonna continuă să danseze în studio în timp ce oamenii de pe stradă își iau casetofonul și se urcă într-un taxi. Scenele sunt intercalate de secvențe cu oameni, dansând într-un restaurant chinezesc sau pe străzi pariziene. Între timp, Madonna își termină antrenamentul din studio, își aruncă prosopul, își schimă hainele și iese pe stradă. Oamenii din taxi se urcă, în cele din urmă, într-un metrou. După o altă scenă de dans, muzica intermediară începe. Madonna este prezentată amestecându-se printre câțiva dansatori de pe ringul de dans sau călărind un casetofon. Pe măsură ce cântecul începe din nou, solista și oamenii de pe stradă dansează pe o mașină Dance Dance Revolution într-un salon de jocuri. Pe 17 octombrie, în ziua lansării oficiale la radio, o mică parte din videoclip a fost difuzată de MTV în cadrul emisiunii TRL. Acesta a debutat în cadrul aceleiași emisiuni pe 27 octombrie, următoarea zi intrând în clasamentul videoclipurilor din emisiune, pe locul 9. Acesta a fost primul videoclip al Madonnei care s-a clasat, după „Don't Tell Me” (2001). Pe 16 noiembrie, a devenit primul videoclip al cântăreței care se clasează pe locul 1 în topul emisiunii, ocupând poziția timp de zece ediții. Videoclipul se afla pe locul 1 atunci când a fost retras - după 50 de ediții în top, TRL le retrage. Secvențe din videoclip au fost prezentate în timpul unui interviu cu Madonna pentru postul canadian de televiziune MuchMoreMusic, difuzat pe 23 octombrie. Videoclipul se încheie prezentând-o pe Madonna stând întinsă pe podeaua studioului de balet. Acesta a fost nominalizat pentru cinci premii la ediția din 2006 a MTV Video Music Awards la categoriile „Cea mai bună coregrafie”, „Cel mai bun videoclip pop”, „Cel mai bun videoclip dance”, „Cel mai bun videoclip al unei cântărețe” și „Videoclipul anului”, însă nu a câștigat niciunul dintre premii.

## Interpretări live
Pe 4 noiembrie 2005, Madonna a deschis ediția din 2005 a premiilor MTV Europe Music Awards la Pavilhão Atlântico în Lisabona, Portugalia, cu o interpretare a piesei „Hung Up”. Solista a ieșit dintr-o minge de discotecă pentru a cânta piesa, purtând un costum mulat purpuriu și cizme din piele de aceeași culoare. În următoarele zile, cântăreața a interpretat „Hung Up” la numeroase emisiuni TV, notabil Wetten, dass..? în Germania, Parkinson în Anglia și Star Academy în Franța, precum și la teledonul Children in Need 2005 în Londra. Madonna și-a deschis concertele din cluburile de noapte Koko și G-A-Y cu interpretări ale piesei „Hung Up”, pe 15 și, respectiv, 19 noiembrie. Pentru spectacol, cântăreața a ieșit dintr-o minge de discotecă, purtând o jachetă purpurie, pantaloni de catifea și cizme înalte. În decembrie, Madonna a călătorit în Tokyo, Japonia, pentru a cânta „Hung Up” la emisiunea SMAP×SMAP și la concertul ei din Studio Coast. Pe 8 februarie 2006, solista a deschis ediția din 2006 a premiilor Grammy în Staples Center, Los Angeles. Aceasta a cântat piesa împreună cu formația Gorillaz. Trupa a părut pe scenă printr-o tehnică tridimensională care le-a proiectat hologramele pe scenă. Aceștia au cântat piesa lor, „Feel God Inc.”, în timp ce rapperi De La Soul au făcut o apariție surpriză. Madonna a apărut mai apoi pe scenă, cântând melodia în timp ce schimba locurile figurilor holografice ale trupei. Solista a fost ulterior alăturată de grupul ei de dansatori, spectacolul finalizându-se pe scenă decât pe ecranul virtual.O altă interpretare a cântecului „Hung Up” a avut loc pe 30 aprilie 2006 în timpul festivalului Coachella Valley Music and Arts în Indio, California.

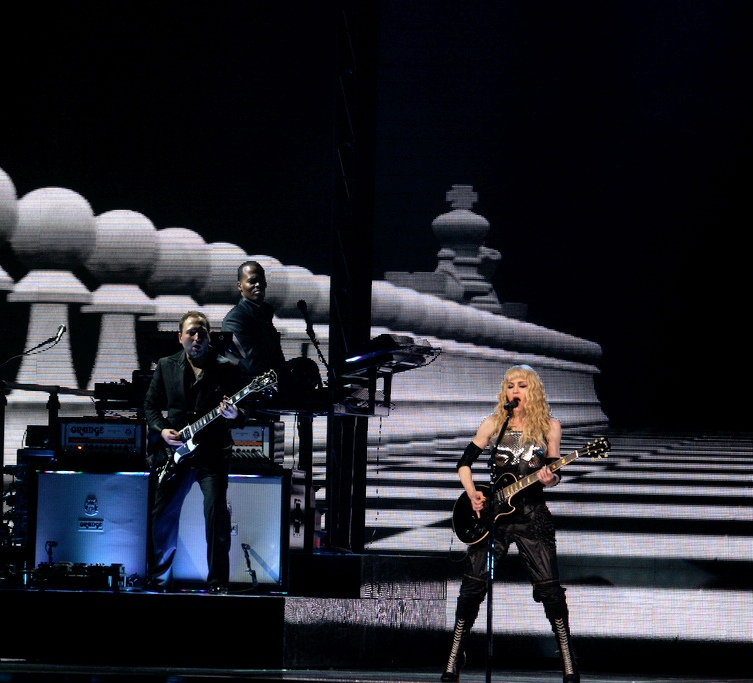
Madonna interpretând o versiune rock a cântecului „Hung Up” în timpul turneului Sticky & Sweet Tour (2008).

Piesa a fost mai târziu interpretată în timpul turneului din 2006, Confessions Tour. Cântecul a fost inclus ca ultima piesă din cadrul secțiunii „febra disco”. În timpul spectacolului, dansatorii cântăreței au realizat un antrenament parkour pe tot stadionul pe măsură ce fragmentul trupei ABBA era redat. Madonna a purtat un costum mulat purpuriu iar pe măsură ce muzica a început, ea și dansatorii ei au apărut pe mijlocul scenei, solista începând mai apoi să cânte. În timpul celui de-al doilea vers, aceasta și-a dat jos ochelarii de soare și jacheta și a continuat să cânte spre partea din față a scenei. Un casetofon a apărut în centru, Madonna jucându-se cu el. Pe măsură ce piesa a început din nou, baloane au început să cadă de sus. Finalul a surprins-o pe cântăreață captivând publicul să cânte împreună cu ea, făcând un concurs pentru a vedea care parte a stadionului poate cânta cel mai tare. Solista a spus mai apoi versul „I'm tired of waiting for you” (ro.: „M-am săturat să te aștept”), în timp ce fundalul afișa fraza „Ai mărturisit?”. Ginia Belafonte de la The New York Times a comparat interpretarea cu cele ale Ethelei Merman. Slant Magazine a opinat că spectacolul a reamintit de capacitatea Madonnei de a face ca publicul să facă parte din interpretarea ei. Pe 7 iulie 2007, Madonna și-a încheiat concertul Live Earth de la Stadionul Wembley, Londra, cu o interpretare a piesei „Hung Up”.
Cântecul a fost, de asemenea, inclus în lista pieselor pentru turneul promoțional Hard Candy Promo Tour în 2008. Madonna a avut o costumație neagră, formată dintr-un frac negru, pantaloni Adidas și o pereche de cizme înalte cu șireturi. „Hung Up” a fost cea de-a patra piesă a spectacolului, fiind interpretată într-o versiune heavy-metal. Pe măsură ce „4 Minutes” s-a încheiat, solista a luat o chitară electrică, cântând câteva versuri din piesa trupei The Rolling Stones, „(I Can't Get No) Satisfaction”. Solista a întrebat mai apoi publicul dacă și-ar fi dorit ca The Rolling Stones. Atunci când mulțimea a răspuns negativ, Madonna a început să cânte „Hung Up”, dedicând interpretarea oamenilor care așteptau în afara cozii pentru a viziona spectacolul. Aceasta a spus că sunetul zgomotos al chitarei electrice reprezenta sunetul din creierul tuturor celor care așteptau. Cântecul a fost interpretat, de asemenea, în segmentul rave futuristic cu influențe japoneze al turneului din 2008, Sticky & Sweet Tour. Madonna a purtat un costum robotic futuristic, realizat de Heatherrete, având, de asemenea, o perucă cu păr lung și buclat. Versiunea similară heavy-metal a piesei „Hung Up” a fost cântată, continuând mai apoi cu muzica formației ABBA. Înainte de a începe spectacolul, solista a cântat versiuni a cappella ale cântecelor ei mai vechi, „Express Yourself” și „Like a Virgin”. Sunetele unei chitare electrice au fost redate pentru a face zgomot, Madonna dedicând interpretarea candidatului republican la vicepreședinție pentru alegerile din 2008, Sarah Palin. Ea a spus „Mi-ar plăcea să mă exprim în fața lui Sarah Palin chiar acum. [Cântând note scârțâind ale chitarei] Acesta e sunetul pe care Sarah Palin îl face atunci când gândește. [...] Sarah Palin nu poate veni la petrecerea mea. Sarah Palin nu poate veni la spectacolul meu. Nu e nimic personal”. Interpretarea s-a încheiat cu Madonna, cântând riff-ul de chitară al piesei „A New Level” a formației heavy-metal Pantera. Pentru spectacolele din Europa din 2009, „Hung Up” a fost înlocuit în lista cântecelor cu o versiunea up-beat a piesei „Frozen”.
Pentru turneul MDNA Tour din 2012, „Hung Up” a fost adăugat în lista pieselor din segmentul de deschidere al spectacolului, cunoscut sub numele de Transgression. După ce o secvență din „Papa Don't Preach” a fost interpretată, câțiva dansatori ce purtau măști tribale au înconjurat-o pe Madonna, legând-o și purtând-o către centrul scenei principale pe măsură ce riff-urile de deschidere ale piesei erau difuzate, acompaniate de sunetele dramatice ale unor clopote bisericești. Purtând un costum negru, mănuși și cizme cu toc de aceeași culoare, Madonna și dansatorii ei au interpretat piesa pe măsură ce realizau o sesiune de slackling pe niște frânghii din mijlocul scenei Spectacolul a primit, în general, recenzii mixte, Jon Pareles de la The New York Times considerând că schimbarea compoziției piesei pentru tema segmentului l-au făcut „amenințător și obsesiv”. Jim Farber de la Daily News a opinat că introducerea slacklining-ului i-au dat turneului „o lovitură necesară”. Sal Cinquemani de la Slant Magazine a oferit o recenzie negativă interpretării, spunând că nu a fost potrivită pentru segmentul spectacolului, comparând-o în mod negativ cu interpretarea din cadrul turneului Sticky & Sweet Tour și concluzionând că piesa „nu ar trebui niciodată interpretată în orice alt mod decât forma sa originală”.
Pe 13 aprilie 2015, Madonna a realizat o apariție surpriză la festivalul Coachella, interpretând „Human Nature” și „Hung Up” în timpul actului lui Drake. Solista a purtat cizme înalte și un tricou pe care scria „Mare ca Madonna”. Interpretarea s-a încheiat cu cântăreața, sărutându-l pe Drake. Videoclipul în care sărutul are loc a devenit viral pe internet.

## Ordinea pieselor pe disc și formate
| - 2× 12" vinil distribuit în Statele Unite 1. "Hung Up" (Versiunea albumului) – 5:38 2. "Hung Up" (SDP Extended Vocal) – 7:57 3. "Hung Up" (Bill Hamel Remix) – 6:58 4. "Hung Up" (SDP Extended Dub) – 7:57 5. "Hung Up" (Chus & Ceballos Remix) – 10:21 6. "Hung Up" (Tracy Young's Get Up And Dance Groove) – 9:03 - CD single distribuit în Regatul Unit și Europa 1. "Hung Up" (Versiunea radio) – 3:23 2. "Hung Up" (Tracy Young's Get Up And Dance Groove Edit) – 4:16 3. "Hung Up" (SDP Extended Vocal) – 7:57 - 12" vinil distribuit în Regatul unit 1. "Hung Up" (Versiunea albumului) – 5:38 2. "Hung Up" (SDP Extended Dub) – 7:57 3. "Hung Up" (SDP Extended Vocal) – 7:57 4. "Hung Up" (Tracy Young's Get Up And Dance Groove Edit) – 4:51 | - Maxi-CD distribuit în Statele Unite, Europa și Canada 1. "Hung Up" (Versiunea radio) – 3:23 2. "Hung Up" (SDP Extended Vocal) – 7:57 3. "Hung Up" (Tracy Young's Get Up and Dance Groove Edit) – 4:15 4. "Hung Up" (Bill Hamel Remix) – 6:58 5. "Hung Up" (Chus & Ceballos Remix) – 10:21 6. "Hung Up" (SDP Extended Dub) – 7:57 - CD single distribuit în Franța, Japonia și Australia 1. "Hung Up" (Versiunea radio) – 3:23 2. "Hung Up" (Tracy Young's Get Up and Dance Groove Edit) – 4:15 3. "Hung Up" (SDP Extended Vocal) – 7:57 |

## Acreditări și personal
- Textier și producător – Madonna, Stuart Price
- Textieri ai fragmentului  – Benny Andersson, Björn Ulvaeus
- Coperta discului single  – Giovanni Bianco
- Imagine digitală – Lorenzo Irico (Pixelway NYC)
- Management – Angela Becker, Guy Oseary
- Fotografie – Steven Klein
- Hair stylist și make-up artist – Andy LeCompte

## Prezența în clasamente
În United World Chart, „Hung Up” a petrecut 15 săptămâni pe locul 1, fiind al patrulea cel mai de succes single după numărul de săptămâni petrecute pe locul 1, la egalitate cu „Believe” și „Candle In The Wind 1997”. De asemenea, piesa deține trei poziții din primele zece cântece cu cele mai multe puncte acumulate într-o săptămână. Este al 13-lea cel mai bine vândut cântec în perioada 2000 - 2009, precum și cel mai bine vândut disc single al Madonnei, fiind comercializat în peste nouă milioane de exemplare.
În Statele Unite ale Americii, cântecul a avut un succes limitat în comparație cu restul lumii, suferind încă de pe urma controversei albumului American Life. Melodia a debutat pe locul 20 pe 5 noiembrie 2005, la 22 de ani și o săptămână de la primul debut al cântăreței, cu „Holiday”, fiind unul din cele mai mari debuturi ale anului, precum și al șaptelea cel mai bun debut al Madonnei. După două săptămâni în care a coborât încet în top, a urcat în top 20 odată cu punerea în vânzare a discului single, iar odată devenit valabilă și varianta digitală, „Hung Up” a urcat pe locul 7, devenind al 36-lea hit de top 10 al cântăreței, egalându-l pe Elvis Presley pentru cele mai multe piese de top 10 în Billboard Hot 100. Următoarea săptămână a staționat, după care a coborât încet din clasament timp de 14 săptămâni, petrecând un total de 20 de ediții, cele mai multe de la „Don't Tell Me”. În august 2008 a primit discul de platină, pentru vânzările a un milion de exemplare. În aceeași săptămână cu debutul în Hot 100, „Hung Up” a intrat în Hot Digital Songs pe locul 6 și în Pop 100 Airplay pe locul 38, având cel mai bun debut al săptămânii. Cântecul a ajuns pe locul 1 în Hot Digital Songs în scurt timp. Piesa a debutat pe locul 25 în Hot Dance Club Play și locul 10 în Hot Dance Airplay, atingând prima poziție în ambele clasamente. De asemenea, a ajuns pe locul 7 în Billboard Pop 100 chart. În ciuda succesului internațional și pe piața americană a muzicii dance, majoritatea posturilor de radio din S.U.A. au refuzat în continuare să difuzeze piesele artistei, în ciuda cererilor repetate din partea ascultătorilor.
Piesa s-a bucurat de un succes mult mai mare în Canada, atingând poziția fruntașă în topul radiourilor canadiene la doar două săptămâni de la lansarea radio, niciun alt cântec nereușind să stabilească acest record. De asemenea, „Hung Up” a debutat pe locul 1 în clasamentul cântecelor digitale.
„Hung Up” a debutat pe prima poziție în Australia, cu toate că a coborât următoarea săptămână în urma debutului cântecului „My Humps” de Black Eyed Peas. În total, a petrecut 23 de săptămâni în top, fiind cele mai multe pentru Madonna, dintre care 11 au fost în top 10. A primit discul de platină din partea ARIA pentru cele 70.000 de exemplare vândute. În Noua Zeelandă, piesa a debutat pe locul 13 pe 14 noiembrie 2005, atingând locul 2, fiind oprită de „Gold Digger” de Kanye West să urce în fruntea clasamentului. Totuși, a devenit cel mai mare succes al Madonnei aici de la „Don't Tell Me”, cu patru ani înainte.
Cu toate că piesa se bucurase de succes în toată lumea, aceasta a avut o popularitate imensă în Europa, atingând locul 1 în 28 din cele 33 de țări europene care publicau un clasament. Chiar înainte de lansarea oficială, piesa atinsese locul 1 în vânzările iTunes din țări de pe tot parcursul Europei, precum Belgia, Danemarca, Elveția, Finlanda, Grecia, Irlanda, Italia, Marea Britanie, Norvegia, Olanda, Portugalia și Spania.
În European Hot 100, cântecul a debutat pe locul 79 în ediția din 19 noiembrie, atingând locul 1 săptămâna următoare, detronând piesa „Push the Button” a formației de fete Sugababes.
| Țară (clasament)                                          | Poziția maximă | Referință |
| 2005/2006                                                 | 2005/2006      | 2005/2006 |
| --------------------------------------------------------- | -------------- | --------- |
| Australia (ARIA)                                          | 1              | [ 49 ]    |
| Austria (Ö3 Austria)                                      | 1              | [ 133 ]   |
| Belgia (Ultratop 50 Flanders)                             | 1              | [ 63 ]    |
| Belgia (Ultratop 50 Wallonia)                             | 1              | [ 134 ]   |
| Brazilia (Crowley Broadcast Analysis)                     | 5              | [ 135 ]   |
| Canada (Canadian Singles Chart)                           | 1              | [ 46 ]    |
| Cehia (Rádio Top 100)                                     | 1              | [ 136 ]   |
| Danemarca (Tracklist)                                     | 1              | [ 137 ]   |
| Elveția (Swiss Hitparade)                                 | 1              | [ 138 ]   |
| Europa (European Hot 100 Singles)                         | 1              | [ 54 ]    |
| Finlanda (Suomen virallinen lista)                        | 1              | [ 139 ]   |
| Franța (SNEP)                                             | 1              | [ 51 ]    |
| Germania (Official German Charts)                         | 1              | [ 140 ]   |
| Irlanda (IRMA)                                            | 2              | [ 60 ]    |
| Italia (FIMI)                                             | 1              | [ 141 ]   |
| Noua Zeelandă (RMNZ)                                      | 2              | [ 53 ]    |
| Țările de Jos (Dutch Top 40)                              | 1              | [ 142 ]   |
| Țările de Jos (Single Top 100)                            | 1              | [ 143 ]   |
| Regatul Unit (UK Singles Chart)                           | 1              | [ 57 ]    |
| Regatul Unit (UK Dance Chart)                             | 1              | [ 144 ]   |
| România (Romanian Top 100)                                | 1              | [ 62 ]    |
| Rusia (Russian Digital Charts)                            | 1              | [ 145 ]   |
| Scoția (OCC)                                              | 1              | [ 144 ]   |
| Spania (PROMUSICAE)                                       | 1              | [ 146 ]   |
| Suedia (Sverigetopplistan)                                | 1              | [ 147 ]   |
| Statele Unite ale Americii (Billboard Hot 100)            | 7              | [ 148 ]   |
| Statele Unite ale Americii (Billboard Adult Contemporary) | 29             | [ 149 ]   |
| Statele Unite ale Americii (Billboard Adult Top 40)       | 16             | [ 150 ]   |
| Statele Unite ale Americii (Billboard Dance Club Songs)   | 1              | [ 151 ]   |
| Statele Unite ale Americii (Billboard Mainstream Top 40)  | 17             | [ 152 ]   |
| Ungaria (Rádiós Top 40)                                   | 1              | [ 153 ]   |
| 2009                                                      |                |           |
| Japonia (Japan Hot 100)                                   | 84             | [ 154 ]   |

| Țară (clasament)                               | Poziția maximă | Referință |
| 2005                                           | 2005           | 2005      |
| ---------------------------------------------- | -------------- | --------- |
| Australia (ARIA)                               | 49             | [ 155 ]   |
| Austria (Ö3 Austria Top 40)                    | 12             | [ 156 ]   |
| Belgia (Ultratop 50 Flanders)                  | 28             | [ 157 ]   |
| Belgia (Ultratop 50 Wallonia)                  | 7              | [ 158 ]   |
| Elveția (Swiss Hitparade)                      | 18             | [ 159 ]   |
| Franța (SNEP)                                  | 10             | [ 160 ]   |
| Germania (Official Charts Company)             | 18             | [ 161 ]   |
| Irlanda (IRMA)                                 | 13             | [ 162 ]   |
| Italia (FIMI)                                  | 2              | [ 163 ]   |
| Noua Zeelandă (Recorded Music NZ)              | 39             | [ 164 ]   |
| Țările de Jos (Single Top 100)                 | 9              | [ 165 ]   |
| Regatul Unit (UK Albums Chart)                 | 8              | [ 166 ]   |
| Suedia (Sverigetopplistan)                     | 11             | [ 167 ]   |
| Spania (PROMUSICAE)                            | 1              | [ 168 ]   |
| Ungaria (Rádiós Top 40)                        | 63             | [ 169 ]   |
| 2006                                           |                |           |
| Australia (ARIA)                               | 38             | [ 170 ]   |
| Austria (Ö3 Austria Top 40)                    | 11             | [ 171 ]   |
| Belgia (Ultratop Flanders)                     | 55             | [ 172 ]   |
| Belgia (Ultratop Wallonia)                     | 42             | [ 173 ]   |
| Elveția (Schweizer Hitparade)                  | 10             | [ 174 ]   |
| Germania (Official German Charts)              | 11             | [ 175 ]   |
| Italia (FIMI)                                  | 8              | [ 176 ]   |
| Țările de Jos (Single Top 100)                 | 88             | [ 177 ]   |
| Regatul Unit (UK Albums Chart)                 | 63             | [ 178 ]   |
| România (Romanian Top 100)                     | 40             | [ 179 ]   |
| Spania (PROMUSICAE)                            | 10             | [ 180 ]   |
| Suedia (Sverigetopplistan)                     | 43             | [ 181 ]   |
| Statele Unite ale Americii (Billboard Hot 100) | 91             | [ 182 ]   |
| Ungaria (Rádiós Top 40)                        | 10             | [ 183 ]   |

### De final de deceniu
| Țară (clasament 2000-2009)                              | Poziția maximă | Referință |
| ------------------------------------------------------- | -------------- | --------- |
| Germania (Official German Charts)                       | 22             | [ 184 ]   |
| Regatul Unit (UK Singles)                               | 66             | [ 185 ]   |
| Statele Unite ale Americii (Billboard Dance Club Songs) | 1              | [ 42 ]    |

## Premii
| Anul | Ceremonia                        | Premiul                                           | Rezultatul  |
| ---- | -------------------------------- | ------------------------------------------------- | ----------- |
| 2005 | Pitchfork                        | Top 50 Singles of 2005                            | 26          |
| 2005 | WHTZ                             | Z100's Top 100 Songs of 2005                      | 93          |
| 2006 | MTV Australia Video Music Awards | Video of the Year                                 | nominalizat |
| 2006 | MTV Australia Video Music Awards | Song of the Year                                  | nominalizat |
| 2006 | MTV Australia Video Music Awards | Best Female Artist                                | nominalizat |
| 2006 | MTV Australia Video Music Awards | Best Dance Video                                  | nominalizat |
| 2006 | Premiile MVPA                    | Pop                                               | nominalizat |
| 2006 | Premiile MVPA                    | Coregrafie                                        | nominalizat |
| 2006 | Premiile MVPA                    | Machiaj                                           | nominalizat |
| 2006 | Premiile MVPA                    | Design                                            | nominalizat |
| 2006 | Premiile MVPA                    | Regie pentru o artistă                            | nominalizat |
| 2009 | DigitalDreamDoor.com             | 500 Greatest Dance/Electronic Songs of All Time 1 | —           |
| 2009 | Rolling Stone                    | 100 Best Songs of the Decade                      | 76          |

1 Listele erau aranjate cronologic sau alfabetic, niciun cântec nefiind declarat câștigător.

## Certificări
| \| Țara \| Vânzări/ puncte \| Certificare \| Referințe \| \| --------------------------------- \| --------------- \| ----------- \| --------- \| \| Australia (ARIA) \| +70.000 \| \| [50] \| \| Belgia (BEA) \| +50.000 \| \| [191] \| \| Canada (Music Canada) \| +15.000 \| \| [47] \| \| Elveția (IFPI Elveția) \| +20.000 \| \| [192] \| \| Franța (SNEP) \| +490.000 \| \| [52][193] \| \| Germania (BVMI) \| +450.000 \| \| [194] \| \| Japonia (RIAJ) \| +250.000 \| \| [195] \| \| Regatul Unit (BPI) \| +625.600 \| \| [58][59] \| \| Suedia (GLF) \| +60.000 \| \| [196] \| \| Statele Unite ale Americii (RIAA) \| +1.400.000 \| \| [43][44] \| | Note - reprezintă „disc de platină”; - reprezintă „dublu disc de platină”; - reprezintă „disc de aur”; - reprezintă „triplu disc de aur”. - reprezintă „triplu disc de platină”. |             |                |
| Țara | Vânzări/ puncte | Certificare | Referințe      |
| Australia (ARIA) | +70.000 |             | [ 50 ]         |
| Belgia (BEA) | +50.000 |             | [ 191 ]        |
| Canada (Music Canada) | +15.000 |             | [ 47 ]         |
| Elveția (IFPI Elveția) | +20.000 |             | [ 192 ]        |
| Franța (SNEP) | +490.000 |             | [ 52 ] [ 193 ] |
| Germania (BVMI) | +450.000 |             | [ 194 ]        |
| Japonia (RIAJ) | +250.000 |             | [ 195 ]        |
| Regatul Unit (BPI) | +625.600 |             | [ 58 ] [ 59 ]  |
| Suedia (GLF) | +60.000 |             | [ 196 ]        |
| Statele Unite ale Americii (RIAA) | +1.400.000 |             | [ 43 ] [ 44 ]  |